# Nikolembia
Nikolembia – wymarły rodzaj owadów z rzędu nogoprządek i rodziny Alexarasniidae, obejmujący tylko jeden znany gatunek: Nikolembia kusnezovi.
Rodzaj i gatunek typowy opisane zostały w 2015 przez Dimitrija Szczerbakowa. Opisu dokonano na podstawie pojedynczej skamieniałości pochodzącej z piętra lopingu w permie, odnalezionej na prawym brzegu Tomu, na terenie rosyjskiego obwodu kemerowskiego. Nazwa rodzajowa jak i epitet gatunkowy nadano na cześć paleoentomologa Nikołaja Kuzniecowa.
Owad ten miał przednie skrzydło długości 9,7 mm, 3,5 raza dłuższe niż szerokie, o pomarszczonej błonie i lekko wypukłym przednim brzegu, w części odsiebnej znacznie rozszerzone, a na wierzchołku skośnie zaokrąglone. Żyłka subkostalna w części dosiebnej biegła w nim bliżej żyłki kostalnej niż żyłki radialnej, a w części odsiebnej bliżej przedniej żyłki radialnej niż kostalnej. Przednia żyłka kubitalna rozwidlała się nieco przed medialną i dawała w sumie osiem odgałęzień, z których drugie było nierozgałęzione. Stosunkowo wąska część analna skrzydła zajmowała około ćwierci jego długości. Tylne skrzydło miało około 8,5 mm długości, było 3,1 raza dłuższe niż szerokie, a jego żyłka subkostalna również w części odsiebnej biegła dalej od żyłki kostalnej niż przedniej radialnej. Wierzchołkowe ćwiartki skrzydeł były przyciemnione.